# Старченков, Иван Сергеевич
Иван Сергеевич Старченков (1923—1945) — капитан Рабоче-крестьянской Красной Армии, участник Великой Отечественной войны, Герой Советского Союза (1945).

## Биография
Родился 8 марта 1923 года в посёлке Ирбитский Завод (ныне — Красногвардейский Артёмовского муниципального округа Свердловской области). После окончания девяти классов школы и школы фабрично-заводского ученичества учился в тракторном техникуме в Челябинске, занимался в аэроклубе.
В 1940 году Старченков был призван на службу в Рабоче-крестьянскую Красную Армию. В 1942 году он окончил Чкаловскую военную авиационную школу пилотов. С августа того же года — на фронтах Великой Отечественной войны. В боях получил тяжёлое ранение.
К октябрю 1944 года капитан Иван Старченков командовал эскадрильей 571-го штурмового авиаполка 224-й штурмовой авиадивизии 8-й воздушной армии 4-го Украинского фронта. К тому времени он совершил 125 боевых вылетов на воздушную разведку и штурмовку скоплений боевой техники и живой силы противника, его важных объектов, нанеся ему большие потери. 13 февраля 1945 года самолёт Старченкова был подбит в бою и упал при возвращении на занятой советскими войсками территории. Похоронен на воинской части Раковицкого кладбища в Кракове.
Указом Президиума Верховного Совета СССР от 23 февраля 1945 года за «мужество и героизм, проявленные при нанесении штурмовых ударов по врагу» капитан Иван Старченков посмертно был удостоен высокого звания Героя Советского Союза. Также был награждён орденом Ленина, тремя орденами Красного Знамени, орденами Александра Невского и Красной Звезды.

## Память

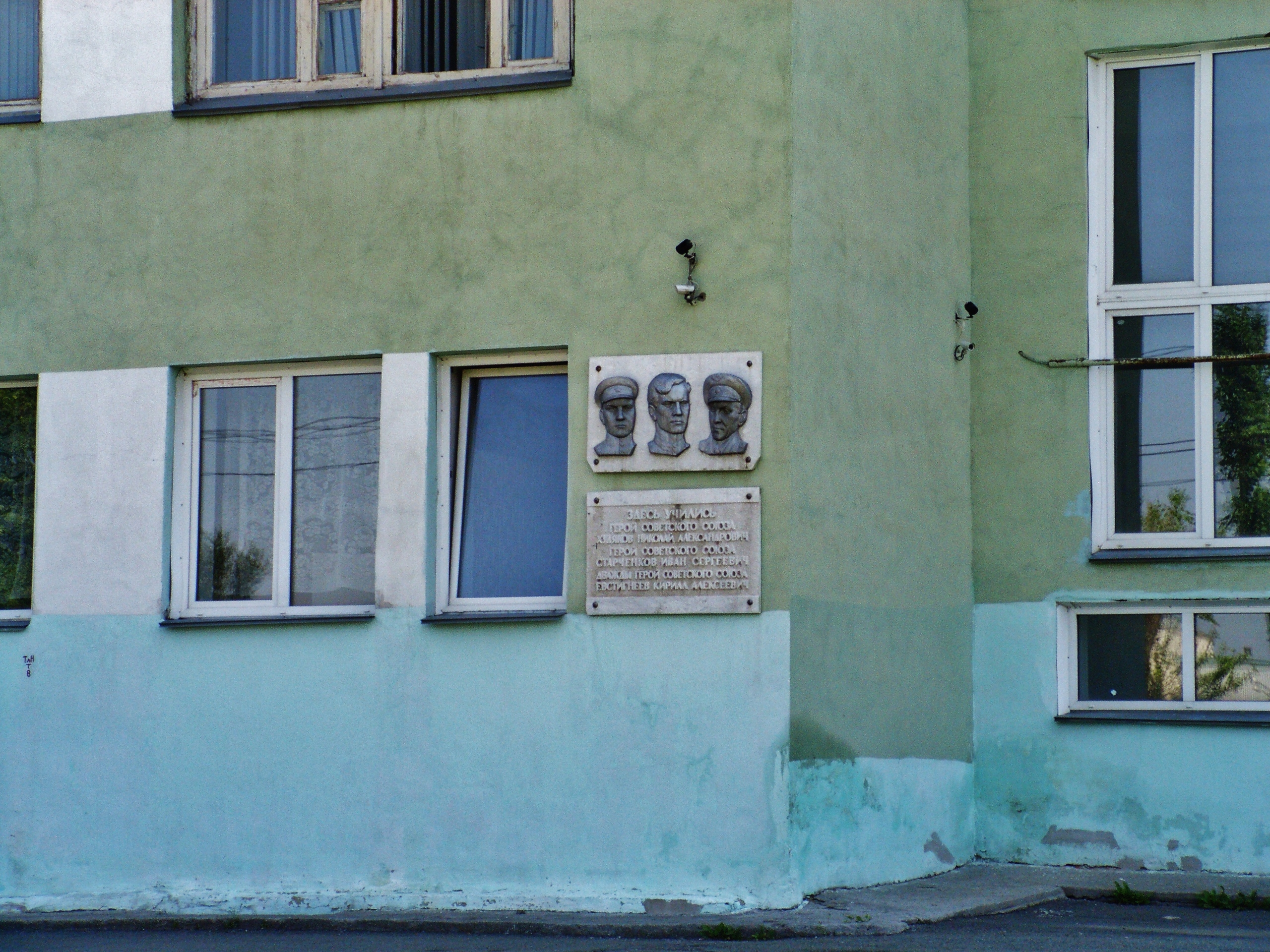
Памятный знак в Челябинске: «Здесь учились Герой Советского Союза Худяков Николай Александрович, Герой Советского Союза Старченков Иван Сергеевич, дважды Герой Советского Союза Евстигнеев Кирилл Алексеевич».

- В честь Старченкова названа улица в его родном посёлке[1].
- * Памятный знак размещен на здании бывшего профессионально-технического училища № 1, город Челябинск, улица 40 лет Октября, дом 21. Надпись: «Здесь учились Герой Советского Союза Худяков Николай Александрович, Герой Советского Союза Старченков Иван Сергеевич, дважды Герой Советского Союза Евстигнеев Кирилл Алексеевич». Автор В. Б. Феркель.